# Gymnobothroides levipes
Gymnobothroides levipes är en insektsart som först beskrevs av Karsch 1896.  Gymnobothroides levipes ingår i släktet Gymnobothroides och familjen gräshoppor. Inga underarter finns listade i Catalogue of Life.